# Zakliniec

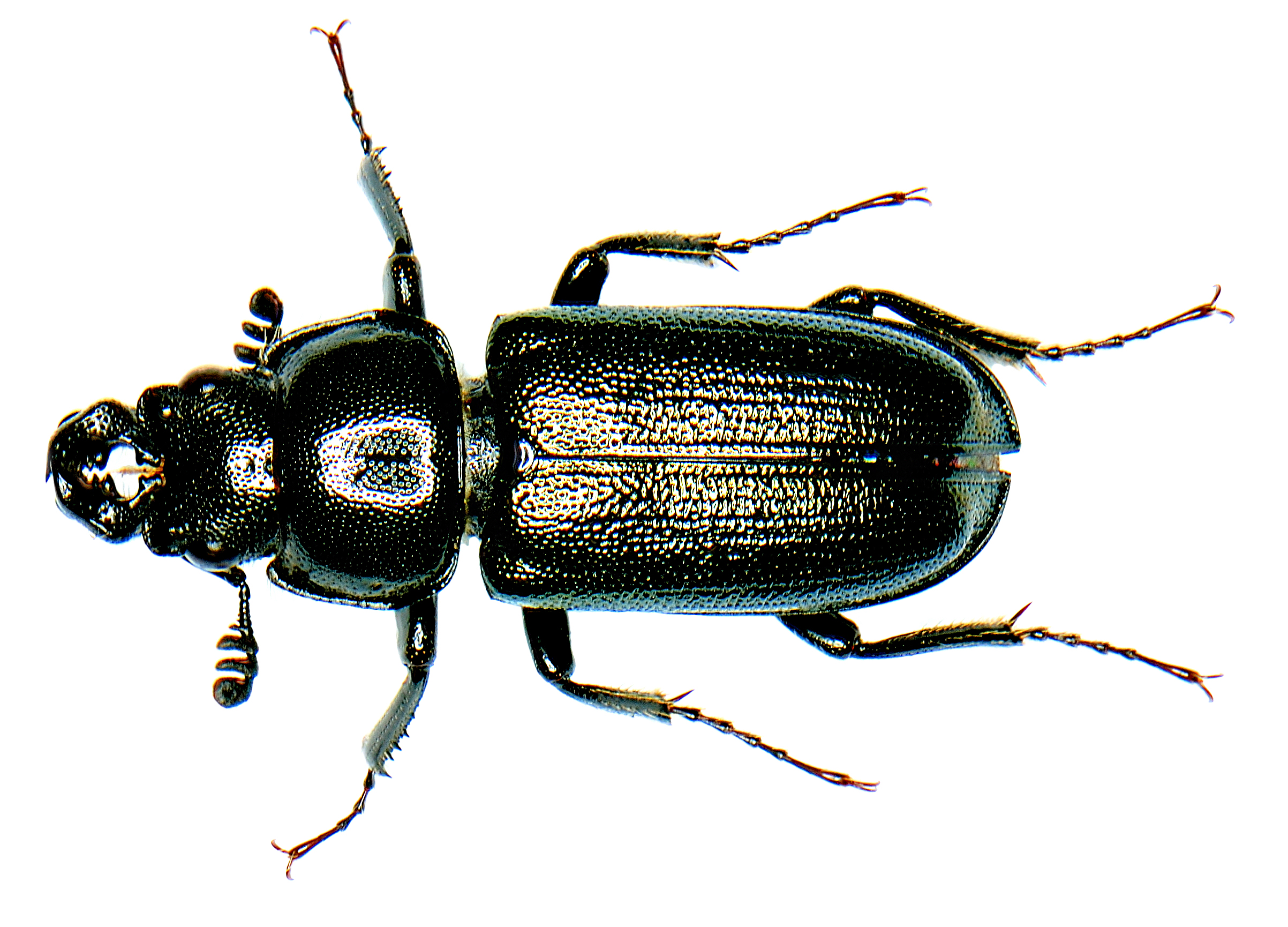
Platycerus virescens

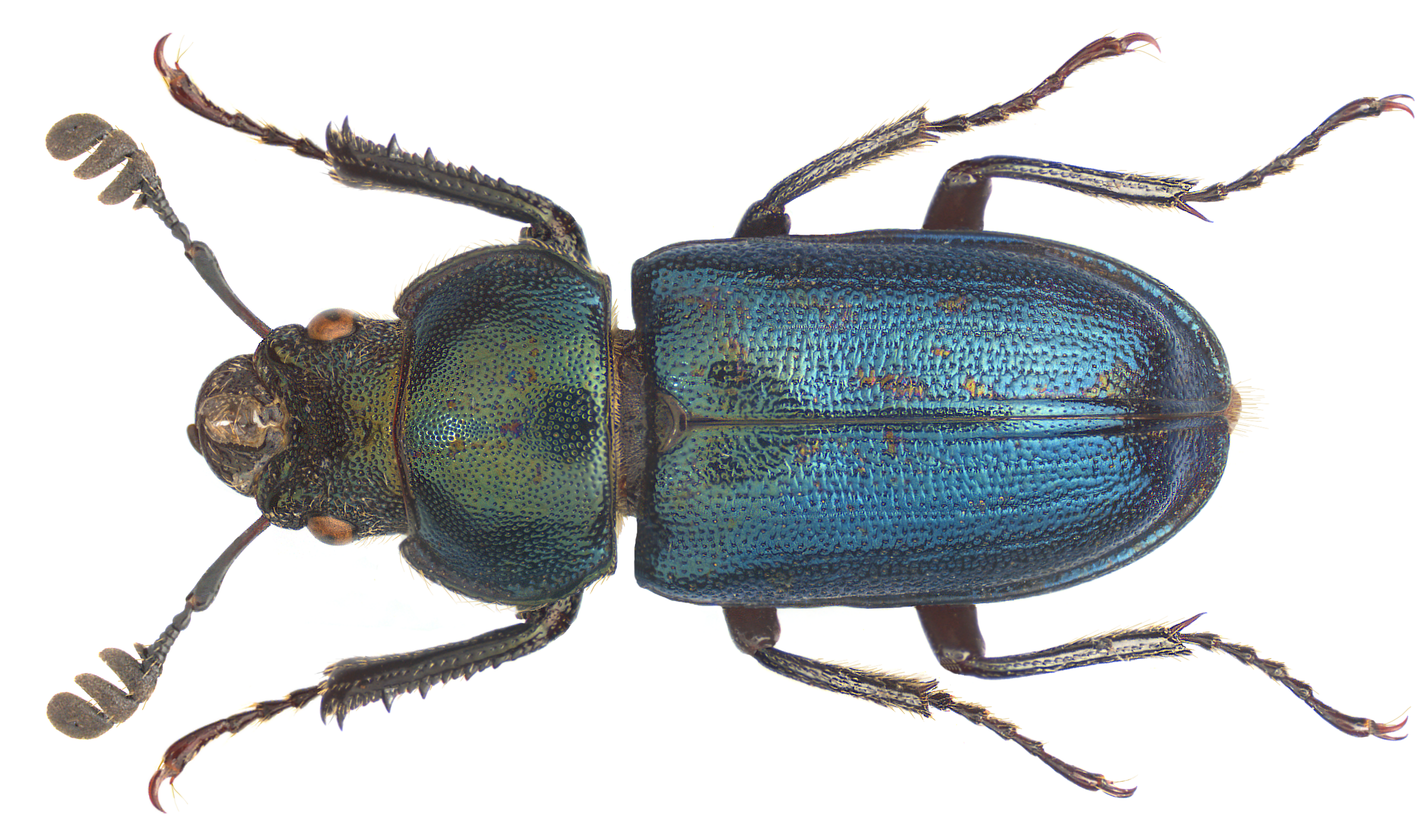
Zakliniec mniejszy

Zakliniec (Platycerus) – rodzaj chrząszczy z rodziny jelonkowatych i podrodziny Lucaninae.
Chrząszcze średnich rozmiarów, o długości poniżej 18 mm i metalicznym, opalizująco połyskującym ubarwieniu. Pokrój ciała jest wydłużony i nieco przypłaszczony. Zewnętrzna strona oka nie jest u wykrojona przez wypustkę policzka (canthus) i oczy są całobrzegie. Tylko trochę kolankowato zgięte czułki mają czteroczłonowe buławki i pozbawione są bruzd na wierzchołkach trzonków.
Przedstawiciele rodzaju zamieszkują państwo holarktyczne. W Stanach Zjednoczonych występuje 5 gatunków, z których 1 także w Kanadzie. W Europie występują 4 gatunki, z czego w Polsce tylko 2: zakliniec mniejszy i zakliniec wiosenny.
Rodzaj ten wprowadzony został w 1762 roku przez Étienne’a Louisa Geoffroy’a. Należą do niego następujące gatunki:
- Platycerus acuticollis
- Platycerus akitaorum
- Platycerus albisomni
- Platycerus auriceps
- Platycerus bashanicus
- Platycerus businskyi
- Platycerus canae
- Platycerus caprea – zakliniec wiosenny
- Platycerus caraboides – zakliniec mniejszy
- Platycerus caucasicus
- Platycerus consimilis
- Platycerus cribripennis
- Platycerus cupreimicans
- Platycerus cyanidraconis
- Platycerus delagrangei
- Platycerus delicatulus
- Platycerus diluvialis
- Platycerus dundai
- Platycerus feminatus
- Platycerus hiurai
- Platycerus hongwonpyoi
- Platycerus kawadai
- Platycerus kitawakii
- Platycerus ladyae
- Platycerus liyingbingi
- Platycerus mandibularis
- Platycerus marginalis
- Platycerus masumotoi
- Platycerus nagahatai
- Platycerus oregonensis
- Platycerus perplexus
- Platycerus piceus
- Platycerus primigenius
- Platycerus pseudocaprea
- Platycerus quercus
- Platycerus rugosus
- Platycerus sengueni
- †Platycerus sepultus
- Platycerus spinifer
- Platycerus sue
- Platycerus sugitai
- Platycerus tabanai
- Platycerus takakuwai
- Platycerus tangi
- Platycerus tieguanzi
- Platycerus turnai
- Platycerus urushiyamai
- Platycerus vicinus
- Platycerus viridicuprus
- Platycerus xiongmao
- Platycerus yangi
- Platycerus yeren
- Platycerus yii
- Platycerus yingqii
- †Platycerus zherichini